# Adrián Juhász

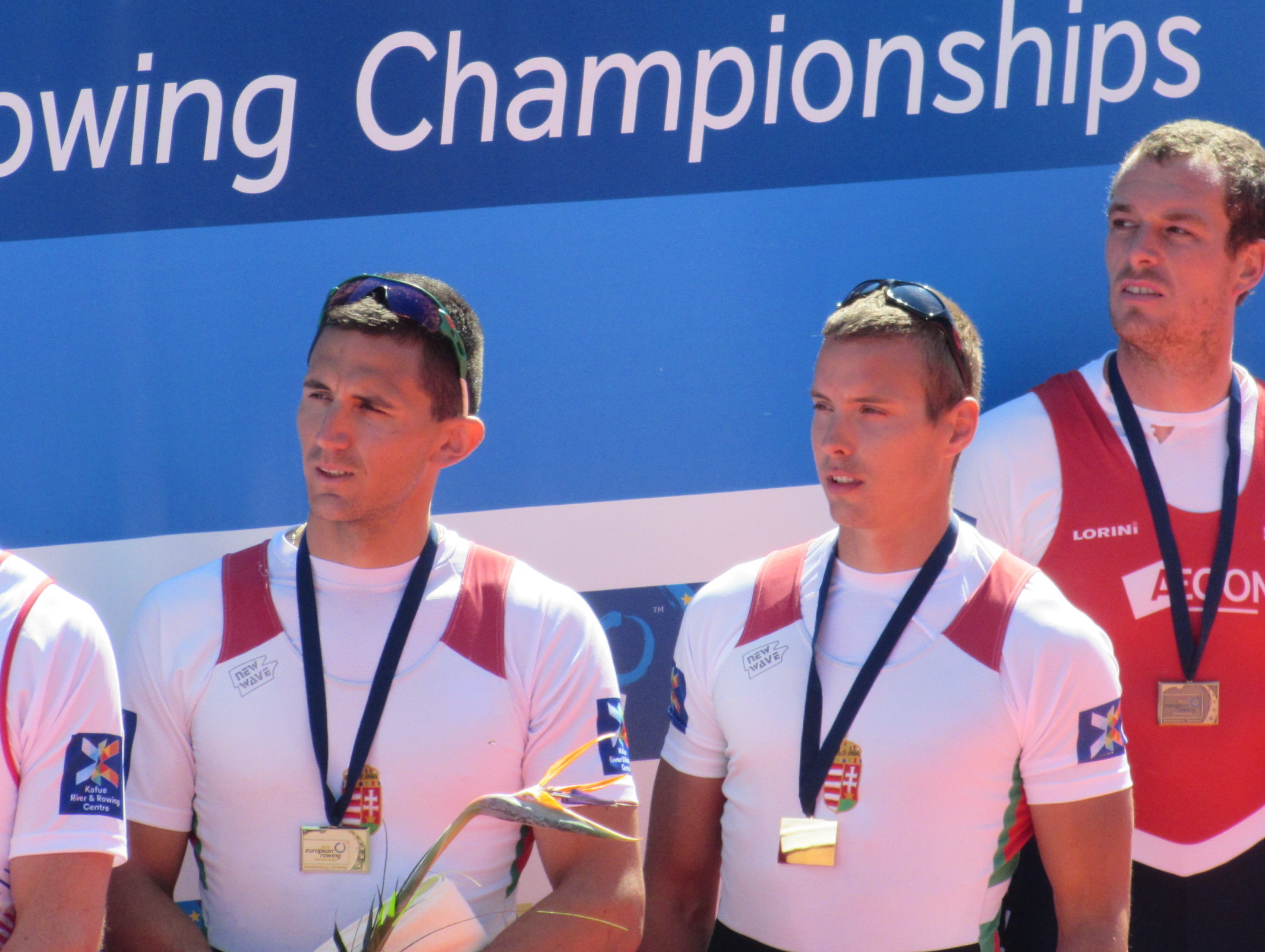
Béla Simon (links) und Adrián Juhász, Siegerehrung EM 2016

Adrián Juhász (* 18. November 1989 in Szolnok) ist ein ungarischer Ruderer.
Juhász erreichte 2006 im Doppelzweier den achten Platz bei den Junioren-Weltmeisterschaften, im Jahr darauf ruderte er bei den Junioren-Weltmeisterschaften im Einer auf den elften Platz. Ebenfalls 2007 belegte er im Doppelvierer den achten Platz bei den Europameisterschaften. Auch 2008 startete er international im Doppelvierer, bei den U23-Weltmeisterschaften belegte er den siebten Platz und bei den Europameisterschaften fuhren die Ungarn auf den zehnten Platz.
2009 bildete Juhász mit Béla Simon einen Zweier ohne Steuermann, die beiden gewannen die Silbermedaille bei den U23-Weltmeisterschaften und erreichten den fünften Platz bei den Europameisterschaften. Erst bei den Europameisterschaften 2013 ruderten Juhász und Simon wieder in einem Finale bei internationalen Meisterschaften, als sie den fünften Platz belegten. Nach einem ganz schwachen Jahr 2014 belegten die Ungarn bei den Europameisterschaften 2015 wieder den fünften Platz. Ihre erste internationale Medaille im Erwachsenenbereich erhielten die beiden Ungarn bei den Europameisterschaften 2016, als sie den Titel vor den Briten und den Niederländern gewannen. Bei den Olympischen Spielen 2016 erreichten die beiden den neunten Platz.
Im neuen Olympiazyklus konnten Juhász und Simon zunächst nicht an ihre vergangenen Leistungen anknüpfen. Im Zweier ohne Steuermann belegten sie bei den Europameisterschaften als Titelverteidiger nur den neunten und vorletzten Platz. Zu den Weltmeisterschaften stiegen sie in den nichtolympischen und weniger umkämpften Zweier mit Steuermann um und gewannen mit Andrea Vanda Kolláth am Steuer die WM-Goldmedaille.